# Priorat (DOC)
Pour les articles homonymes, voir Priorat (homonymie).
Le Priorat est une D.O.C. (Denominación de Origen Calificada) ou D.O.Q. (Denominació d'Origen Qualificada) en catalan, de Catalogne, une des trois seules appellations d'origine d'Espagne à jouir de cette distinction supplémentaire avec les appellations Rioja et Ribera del Duero.

## Histoire
La région du Priorat faisait partie depuis le Moyen-Âge des régions vinicoles les plus connues en Espagne.  Au XIIe siècle, les moines de l'ordre des Chartreux venus de Provence fondent la Chartreuse de Scala Dei, premier de cet ordre en Espagne depuis le début de la reconquête chrétienne de la péninsule hispanique, et participent au développement viticole. Mais, c'est seulement depuis les années 1970 que cette appellation, alors un peu oubliée, est devenue l'une des plus recherchées du pays.

## Étymologie
Le nom de l'appellation vient du prieuré des Chartreux, priorat en catalan, priorato en espagnol, fondateur historique du vignoble.

## Situation géographique
La principale caractéristique du Priorat consiste dans sa situation géographique. C'est une région vinicole qui est fermée sur elle-même, entourée par une couronne de montagnes raides et qui s'ouvre seulement sur le Sud-Est en direction de la mer. À l'intérieur de cette région se trouvent des vallées étroites dans lesquelles la vigne est cultivée sur des pentes raides ou en terrasse ce qui a pour conséquence que souvent elles ne peuvent être travaillées que manuellement. Son territoire est exigu.

### Géologie
Les vignes sont situées entre 250 et 700 m d'altitude sur des terrains rocheux typiquement composés de schistes (appelés llicorella en catalan). 

## Vignoble

### Présentation
Cette DOC compte environ 1000 hectares.

### Encépagement
Depuis les temps les plus anciens, le grenache a été cultivé dans la région. Après le phylloxéra, le carignan N a gagné en importance. Aujourd'hui, les cépages utilisés sont, entre autres, le mazuelo (carignan N), le grenache, la syrah et le cabernet. David Schwarzwälder considère le grenache comme l'un des atouts de la région

### Rendements
Les rendements sont très bas du fait de la nature des sols car les racines de la vigne doivent aller profondément pour trouver de l'eau.